# Rotherwas
Rotherwas – osada w Anglii, w Herefordshire, w dystrykcie (unitary authority) Herefordshire. Leży 2,8 km od miasta Hereford i 188,5 km od Londynu. Rotherwas jest wspomniana w Domesday Book (1086) jako Retrowas.